# Нало Гопкінсон
Нало Гопкінсон (англ. Nalo Hopkinson; нар. 20 грудня 1960, Ямайка, Федерація Вест-Індії) — канадська письменниця у жанрі фентезі та наукової фантастики. За заслуги перед жанром Гопкінсон нагороджено премією «Гросмейстер фантастики» (2021).

## Біографія
Народилася 20 грудня 1960 року у Кінгстоні, Ямайка. Має єврейське, шотландське, південно-східноазійське, карибське та африканське коріння. Дочка письменника Слейда Гопкінса та Фриди Гопкінсон. Своє дитинство провела у Тринідаді, Генуї та Коннектикуті, де її батько навчався в Єльському університеті. 1977 року разом із сім'єю переїхала у Торонто, Онтаріо, Канада, де майбутня письменниця прожила аж до 2011 року.
1982 року здобула ступінь бакалавра з російської мови та літератури і французької мови в Йоркському університеті, а 2002 року отримала ступінь магістра з фантастичного письма в Університеті Сетон Гілл, Грінсбург, Пенсільванія, США, де, зокрема викладав Джеймс Морроу. 2011 року переїхала до Ріверсайду, Каліфорнія, США, де працює на посаді викладача креативного письма в Університеті Каліфорнії (Ріверсайд).

## Кар'єра
1995 року за потуранням Джудіт Мерріл письменниця записалася на семінар наукової фантастики «Кларіон» та здобула навички з написання короткої прози. 2001 року світ побачила перша збірка оповідань Нало Гопкінсон під назвою «Шкіряний фольк», де авторка використала карибські письмові та усні традиції оповіді та карибську історію та мову. Окрім цієї збірки, вийшли ще дві збірки короткої прози письменниці — «Доповідь з планети Північ» (2012) та «Закохатися в гомінідів» (2015). Ба більше, Нало Гопкінсон стала укладачкою та редакторкою трьох антологій у жанрі фантастики, фентезі та жахів.
1998 року світ побачив дебютний роман Нало під назвою «Смуглява дівчина у колі», який відразу ж приніс їй визнання як письменниці. З того часу вийшли ще п'ять романів авторки — «Опівнічний злодій» (2000), «Солені шляхи» (2003), «Руки нового місяця» (2007), «Хаос» (2012) та «Моя сестрице» (2013). У своїх творах письменниця зачіпає теми карибського фольклору, афро-карибської культури та фемінізму. Також вона не оминає питань раси, суспільного класу та статевих відмінностей.

## Нагороди та визнання
Загалом Нало Гопкінсон стала переможцем десяти премій:
- 1997 — лауреатка премії «Ворнер Еспект» за перший неопублікований роман «Смуглява дівчина у колі»;
- 1999 — лауреатка премія Джона В. Кемпбелла найкращому новому письменнику-фантасту за роман «Смуглява дівчина у колі»;
- 1999 — лауреатка премії «Локус» за роман «Смуглява дівчина у колі»;
- 2002 — лауреатка Всесвітньої премії фентезі за збірку «Шкіряний фольк»;
- 2003 — лауреатка премії «Сонячний спалах» за збірку «Шкіряний фольк»;
- 2004 — лауреатка премії «Гейлактичний спектрум» за роман «Солені шляхи»;
- 2006 — лауреатка премії «Аврора» за укладання та редагування збірки «Тесеракти дев'ять»;
- 2008 — лауреатка премії «Сонячний спалах» за роман «Руки нового Місяця»;
- 2013 — лауреатка премії Коппера Силіндера за роман «Хаос»;
- 2014 — лауреатка премії Андре Нортон за роман «Моя сестрице».

Ба більше, письменниця аж 36 разів ставала номінанткою різноманітних премій та п'ять разів входила до журі найпрестижніших фантастичних нагород.

### Романи
- «Смуглява дівчина у колі» (англ. «Brown Girl in the Ring») (1998);
- «Опівнічний злодій» (англ. «Midnight Robber») (2000);
- «Соляні дороги» (англ. «The Salt Roads») (2003);
- «Руки нового місяця»(англ. «The New Moon's Arms») (2007);
- «Хаос» (англ. «The Chaos») (2012);
- «Моя сестрице» (англ. «Sister Mine») (2013);

### Збірки творів короткої форми
- «Шкіряний нарід» (англ. «Skin Folk») (2001);
- «Доповідь з планети Північ» (англ. «Report From Planet Midnight») (2012);
- «Закохатися в гомінідів» (англ. «Falling in Love With Hominids») (2015);